# Babu 78
Adão Silva Segundo, mais conhecido como Babu 78 (Cuiabá, 15 de julho de 1978), é um grafiteiro, desenhista e artista visual brasileiro.

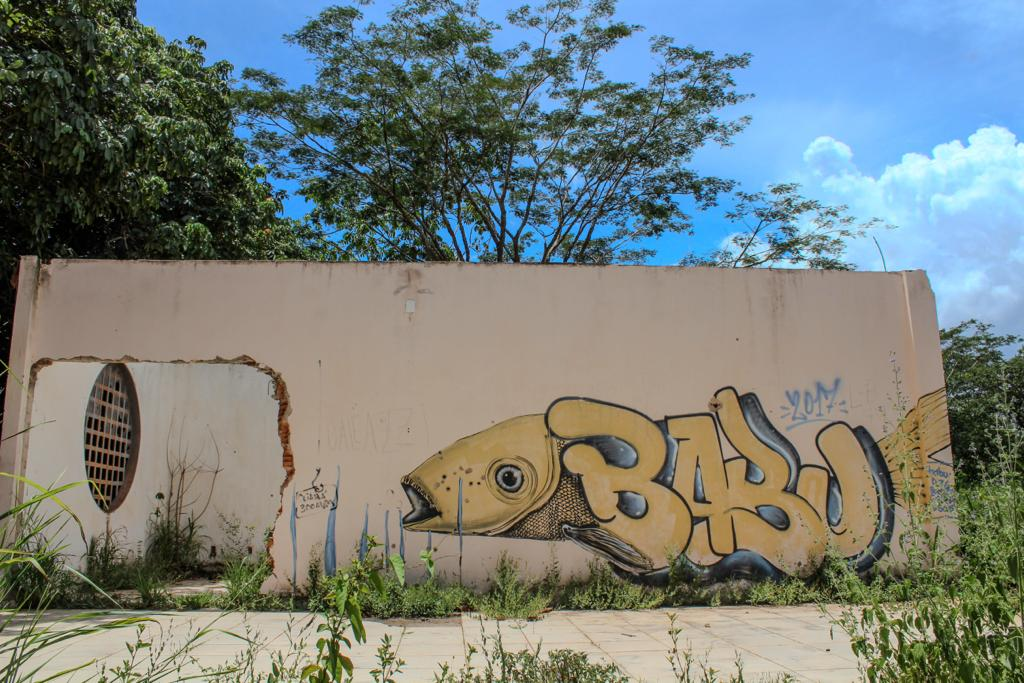
Mural de grafite

## Biografia e carreira
Babu 78 nasceu em Cuiabá em 1978. Sua produção artistica é dividida entre murais de rua, pinturas, desenhos e ilustrações produzidas em seu estúdio.
Em agosto de 2018, foi um dios vencedores do Prêmio PIPA Online ficando em segundo lugar com 1.217 votos dos 29.883 contabilizados pela premiação.
Ao longo de 2021, foi produzido o documentário de curta-metragem Identidade: Babu 78 dirigido por Leonardo Sant’Ana e produzido pela Terra do Sol Filmes. O filme apresenta o registro da vida e obra  de Babu 78, que é considerado um dos principais expoentes do grafite em Cuiabá. A obra cinematográfica teve sua estreia em 27 de Outubro de 2022 no Cine Teatro Cuiabá.
Em abril de 2022, recebeu o Prêmio Jejé de Oyá que tem como objetivo reconhecer os personagens negros de Cuiabá e da Baixada Cuiabana.

## Eventos em que participou
Aqui estão listados em ordem cronológica decrescente, eventos que Babu 78 participou como grafiteiro:
- “Street of Style”, Curitiba, PR - 2018
- “BTC (Bahia de Todas as Cores) “, Candeias, BA - 2018
- “Meeting of Favela 12 anos”, Vila Operária, RJ - 2017
- “Meeting Of Style-Bolivia”, Santa Cruz de La Sierra, BO - 2017
- “ACK (Arte e Cultura na Kebrada) 11 anos”, São Paulo, SP - 2017
- “Amazônia Walls”, Manaus, AM - 2017
- “UNC (União Nacional Crew)”, Manaus, AM - 2017
- “BTC (Bahia de Todas as Cores)”, Salvador, BA - 2017
- “Meeting of Favela 10 anos”, Vila Operária, RJ - 2016
- “Pimp My Carroça”, Cuiabá, MT - 2016
- “Pimp My Carroça”, Campo Limpo, SP - 2016
- “Arte e Cultura na Kebrada 11 anos”, São Miguel Paulista, SP - 2016
- Oficina de Graffiti no “Projeto Liberdade Assistida” Centro de Ressocialização de Cuiabá, Cuiabá, MT - 2015
- “Setembro Freire”, Cuiabá, MT - 2015
- Festival “#SUBIU”, Cuiabá, MT - 2015
- Painel da Casa Coletiva, Cuiabá, MT - 2015
- Performance no Aniversário de Mato Grosso na Arena Pantanal, Cuiabá, MT - 2015
- Painel da Escola Adventista do CPA II, Cuiabá, MT - 2015
- Painel da Fachadado Grupo de Teatro Cena Onze,Cuiabá, MT - 2015
- Performance Ellus shoppings Pantanal e Goiabeiras, Cuiabá, MT - 2015
- Performance Luciula Goiabeias Shopping, Cuiabá, MT - 2014
- Painel e Oficina Colégio Notre Dame de Lourdes, Cuiabá, MT - 2014
- Painel Academia PHIDIAS, Cuiabá, MT - 2014
- “Bailinho”, Rio de Janeiro, RJ - 2014
- Painel do Centro Cultural da Universidade Federal de Mato Grosso, Cuiabá, MT - 2014
- Painel Gráfica Defanti, Cuiabá, MT - 2014
- Painel “Universo das Letras”Academia Mato-grossense de Letras, Cuiabá, MT - 2014
- Festival de Graffiti Morro Doce, São Bernardo, SP - 2013
- Festival de Graffiti Niggaz, Grajaú, SP - 2013
- Pintura Painéis dos Coletivos Coca-Cola, Cuiabá e Várzea Grande, MT - 2011
- Oficina de Estêncil Art Marginal Graffiti, Cuiabá, MT 2011
- Oficina de Estêncil no Festival Chico Pop, Sala de Arte do CERB, Cuiabá, MT - 2010
- “Colorindo Limites”, Presídio Francisco de Oliveira Conde, ala feminina, Rio Branco, AC - 2009
- “Rompendo Limites”, Presídio Francisco de Oliveira Conde, ala masculina, Rio Branco, AC - 2009
- Salvador Grafita, Salvador, BA - 2006 / 2007
- Centro Cultural Tucumã, Rio Branco, AC 2004